# 1958 год в истории железнодорожного транспорта
1958 год в истории железнодорожного транспорта

## События
- 19 мая — в Хабаровске открыта Малая Дальневосточная железная дорога.
- 1 июля — образована самая крупная в СССР Казахская железная дорога протяжённостью свыше 11 тысяч км.
- 21 ноября — распоряжением Ростовского Совнархоза организован Всероссийский научно-исследовательский и проектно-конструкторский институт электровозостроения.
- Создана Приднепровская железная дорога.

## Новый подвижной состав

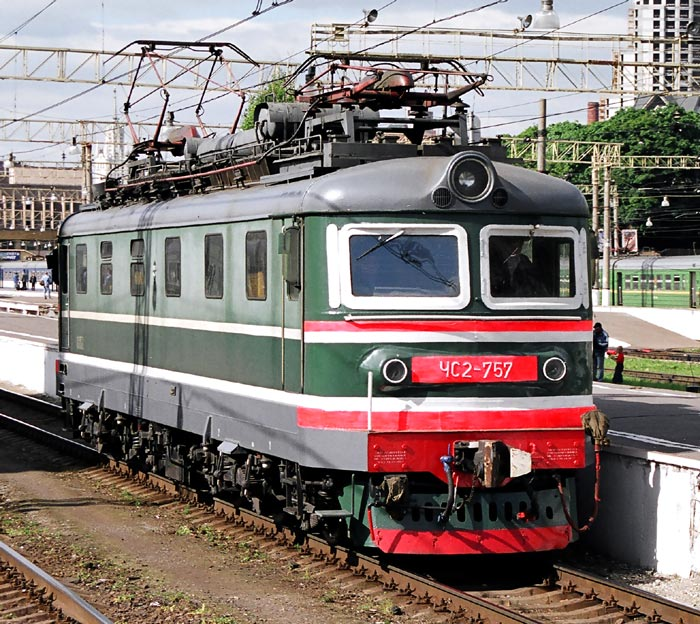
Электровоз ЧС2-757

- В СССР поступили первые два пассажирских электровоза ЧС2. По состоянию на 2008 год электровозы ЧС2 различных модификаций остаются основными пассажирскими электровозами на линиях, электрифицированных на постоянном токе.
- В СССР на Калужском машиностроительном заводе начался выпуск тепловозов ТГК.
- В Великобритании освоен выпуск тепловозов BRC 28.
- В КНР выпущен первый в стране электровоз — 6Y1.